# Uran(V)-bromid
Uran(V)-bromid ist eine anorganische chemische Verbindung aus der Gruppe der Bromide.

## Darstellung
Uran(V)-bromid kann durch katalytische Reaktion von Uran mit Brom unter Acetonitril oder durch Reaktion von Uran(IV)-bromid mit Brom gewonnen werden.
{\displaystyle {\ce {2 U + 5 Br2 -> 2 UBr5}}}

## Eigenschaften
Uran(V)-bromid ist ein tiefbrauner, hygroskopischer, kristalliner Feststoff. Seine Kristallstruktur ist isotyp mit der triklinen von β-Uran(V)-chlorid mit der Raumgruppe P1 (Raumgruppen-Nr. 2). Er zersetzt sich bei Kontakt mit Wasser.